# NGC 1510
NGC 1510 (również PGC 14375) – galaktyka soczewkowata (S0), znajdująca się w gwiazdozbiorze Zegara. Odkrył ją John Herschel 4 grudnia 1836 roku. Oddziałuje grawitacyjnie z sąsiednią, większą galaktyką spiralną NGC 1512, o czym świadczą rozciągnięte i zniekształcone ramiona spiralne, owijające się wokół NGC 1510, dobrze widoczne w ultrafiolecie.